# Flecha Valona 2003
La Flecha Valona 2003 se disputó el miércoles 23 de abril, y supuso la edición número 67 de la carrera. El ganador fue el español Igor Astarloa. El también español Aitor Osa y el kazajo Aleksandr Shefer completaron el podio, siendo respectivamente segundo y tercero.

## Clasificación final
| Pos. | Ciclista           | Equipo                  | Tiempo     |
| ---- | ------------------ | ----------------------- | ---------- |
| 1    | Igor Astarloa      | Saeco                   | 4h 39' 17" |
| 2    | Aitor Osa          | IBanesto.com            | + 16"      |
| 3    | Aleksandr Shefer   | Saeco                   | + 56"      |
| 4    | Unai Etxebarria    | Euskaltel-Euskadi       | + 1'00"    |
| 5    | Aleksandr Kolobnev | Domina Vacanze-Elitron  | + 1'06"    |
| 6    | Oscar Mason        | Vini Caldirola-Sidermec | + 1'08"    |
| 7    | Cristian Moreni    | Alessio                 | + 1'13"    |
| 8    | Ángel Castresana   | ONCE-Eroski             | + 1'15"    |
| 9    | Christophe Moreau  | Crédit Agricole         | + 1'19"    |
| 10   | Eddy Mazzoleni     | Vini Caldirola-Sidermec | m. t.      |